# Heteropoda cyanichelis
Heteropoda cyanichelis är en spindelart som beskrevs av Embrik Strand 1907. Heteropoda cyanichelis ingår i släktet Heteropoda och familjen jättekrabbspindlar. Inga underarter finns listade i Catalogue of Life.